# Rudolf Knoll (Politiker, 1833)
Rudolf Knoll (* 31. Dezember 1833 in Auerbach/Vogtl.; † 10. April 1896 ebenda) war ein deutscher Politiker (Nationalliberale Partei) und Unternehmer. Er war Stadtrat und Vizebürgermeister in Auerbach/Vogtl. und Mitglied des sächsischen Landtages.

## Leben und Wirken
Knoll war Gardinenfabrikant und Eigentümer der Firma Hermann Knoll & Co. in Auerbach. - Gardinenweberei. Im Oktober 1891 brannte sein am Katzenstein gelegenes Fabrikgebäude bis auf das Kesselhaus nieder und musste wiederaufgebaut werden.
Durchgängig von 1893 bis zu seinem Tod 1896 war er für den 24. städtischen Wahlbezirk als Mitglied der Nationalliberalen Partei (NLP) in der Zweiten Kammer des sächsischen Landtags vertreten. Durch sein Ableben nach schwerer Krankheit machte sich eine Ersatzwohl notwendig. Sein Nachfolger wurde Uhlmann aus Stollberg/Erzgeb.